# Léon Gambetta
Léon Gambetta (Cahors, Migdia-Pirineus, 2 d'abril de 1838 - Ville-d'Avray, Illa de França, 31 de desembre de 1882) fou un polític i home d'Estat francès.

## Biografia
Fill d'un adroguer natural de Gènova, cursà segona ensenyança primer en el petit Seminari de Montfaucon i després en Liceu de Cahors, acabada aquesta, passà a París per estudiar la carrera de Lleis, obrint bufet en aquesta ciutat el 1859 i dedicant-se tanmateix a la política. Secretari de Charles Lachaud i, després de Adolphe Crémieux, es donà conèixer com a defensor d'alguns processos polítics, entre d'altres el de Baudin (novembre de 1868) en el que defensà en Delescluze, redactor en cap del diari ?Le Reveil, processat per haver obert una subscripció per costejar un monument als revolucionaris morts en les barricades del desembre. Aquesta brillant defensa el situa en la primera fila dels republicans, sent elegit membre del Cos legislatiu el 23 de maig i el 6 de juny de 1869 pels departament del Sena i Boques del Roine, respectivament.

## Comença la vida política
Aviat esdevingué un dels caps de la minoria republicana d'aquest Cos. Com a portant veu de les extremes esquerres, pronuncià brillants discursos. El 15 de juliol de 1870 censurà la facilitat amb què s'havia declarat la guerra a Alemanya, però votà els crèdits sol·licitats i fou més endavant el més acèrrim partidari d'una guerra que ell conceptuava nacional. A més dels desastres de Wörth i de Spickeren fou el primer a signar, amb, Jules Favre, la demanda d'un comitè de govern elegit pel Cos legislatiu, <per a refusar la invasió estrangera>. Conseqüent amb la seva divisió d'encoratjar al poble per portar endavant la lluita començada, reclamà (10 a 29 d'agost) l'armament immediat de la guàrdia nacional i del poble de París, la permanència de l'Assemblea, l'aplicació enèrgica de la llei sobre estrangers, i insistí amb no menys energia sobre el projecte de llei relatiu a l'activitat dels militars de totes les graduacions i donà suport a la proposició de les esquerres d'encarregar del reclutament i armament de la guàrdia nacional de París, al general Trochu. La notícia del desastre de Sedan, no desencoratjà Gambetta, li donà nova alè, i l'endemà (4 de setembre) pronuncià el destronament de Napoleó III i la seva família amb caràcter de perpetuïtat i proclamà la Tercera República Francesa, formant-se un Govern de Defensa Nacional, en la que ell va prendre la cartera de l'Interior. El 8 d'octubre, assetjada la plaça pels alemanys, sortí d'aquesta en globus i es dirigí a Tours, on hi havia una delegació del Govern. Allà, a més, s'encarregà, del departament de Guerra i del d'Hisenda, establí una dictadura il·limitada i excità en el poble l'entusiasme per la guerre à outrance.
Suggestionat per la llegenda republicana de les revoltes victorioses de 1792 i 1793, creia (i assoli fer creure al poble) que era possible, acumulant grans masses en el front i establint guerrilles a rereguarda, gastar l'enemic: però els fracassos d'aquesta tàctica no tan sols no el van convèncer de l'equivocació del seu sistema, sinó que l'excitaren a prendre per si mateix la direcció de la campanya, destituir i anomenar generals i escometre personalment les empreses més agosarades. Organitzà els dos exèrcits del Loira, el del Nord, el de Normandia, el dels Vosgos i el de l'Est. Acceptà l'ajuda de Garibaldi i va rebre amb alegria la de Cathelineau, Stofflet i Charette. Anomenà l'enginyer Charles de Freycinet delegat seu en la guerra i posà al coronel Thommas al front de la cavalleria.
Ensems Laurier aconseguia d'Anglaterra un préstec de 250.000 de francs. La capitulació de Metz no va batre en Gabetta; però la sèrie de desastres que començà amb la reconquesta d'Orleans pels alemanys i acabà amb la capitulació de París, anul·là tots els seus esforços. Amb el Decret del 31 de gener de 1871 volgué atreure el seu partit alguns membres de l'Assemblea nacional, convocada per al 8 de febrer pel Govern de París, el qual estava dominat per sentiments molt diferents dels que embargaven al ministre de la Guerra i dictador; però el Govern anul·là el decret i Gambetta presentà la dimissió de tots els poders que fins llavors havia exercit (6 de febrer de 1871).
La conducta de Gambetta, amb tot i costar a França grans sacrificis de sang i de diners i no proporcionar-li cap avantatge material, contribuí poderosament a aixecar l'esperit nacional. Això no ho oblidà el poble francès, i en agraïment el votà diputat en els nou departaments de París; Baix i Alt Rin, Meurthe i Mosel·la, Sena i Oise, Boques del Roine, Alger i Oran, havent optat pel del Baix Rin. L1 de març següent votà contra els preliminars de la pau, i en aprovar-se el tractat de desmembrament per 516 vots contra 107, signà, amb tots els representants de l'Alsàcia i la Lorena, una eloqüent protesta contra la cessió de les dues províncies a Alemanya. Vingueren les eleccions complementàries del 3 de juliol, i Gambetta fou elegit en els tres departaments, Sena, Var i Boques del Roine, encarregant-se de dirigir el cap de l'esquerra republicana.
Amb el fi de consolidar aquest partit i treballar en la regeneració del país, fundà el diari La République Française i tanmateix començà la campanya de propaganda i educació democràtica. Posà a contribució la seva eloqüència a la tribuna, captivant el poble amb el seu verb vigorós que ell posà al servei d'una causa (la de la República) en el triomf de la qual el xifrava la regeneració de França. La tasca de Gambetta no hauria d'ésser una croada pacifica de propaganda, sinó una verdadera campanya, ja que els seus ideals pugnaven obertament amb una gran massa d'opinió formada per les dretes monàrquiques. La coalició d'aquestes contra el Govern republicà obliga Thiers a abandonar la presidència de la República (maig de 1873) i el mariscal Mac-Mahon, el seu successor posà en moviment als caps de les dretes, donant principi a la campanya de restauració monàrquica, en oberta hostilitat amb Gambetta.

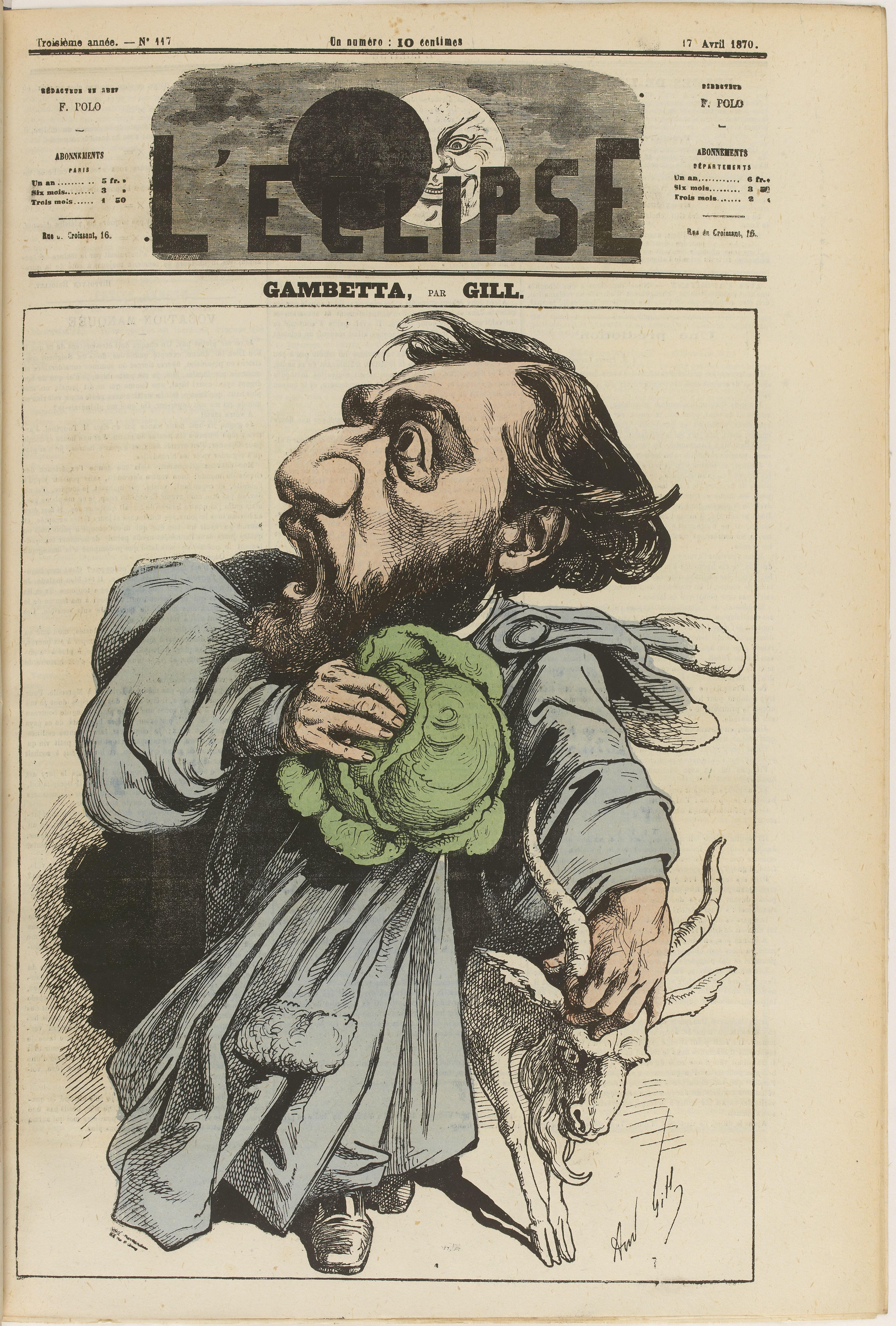
Una de les moltes caricatures que sofri Gambetta durant la seva vida política

Fracassat el complot realista d'octubre que intentava cenyir la corona de França al comte de Chambord, Gambetta dirigí la seva estratègia contra el bonapartisme. Ferm en l'actitud, presa ja des d'un principi, al reclamar la dissolució de l'Assemblea, aconseguí que aquest se separés del Govern (31 de desembre), sent aquest el primer pas pel definitiu establiment de la República, que tingué lloc el 30 de gener de 1875. Gambeta fou des de llavors el verdader cap del partit republicà, no tan sols per les eleccions a senadors, sinó també per les de diputat, i pogué, com a tal, portar a efecte els dos plans que acariciava des de feia temps, a saber: la reorganització d'Hisenda i la política anticlerical, però en aquesta trobà una vigorosa resistència, i malgrat el triomf assolit per les esquerres de 346 vots contra 147, el 16 de juny, al recomençar-se les sessions de la Cambra, els mateixos diputats que havien votat amb la majoria, feren un vot de censura al Govern. Gambeta continuà la seva campanya contra els autors del cop del 16 de maig, i en les eleccions del 14 d'octubre aconseguí una nova victòria, sent elegit pel vigèsim districte de París per 13.913 vots sobre 15.720 votants i 18.913 electors inscrits. Això i la retirada de Broglie el 19 de novembre, foren dues circumstàncies que afavoriren molt la política de Gambetta el qual, amb el suport del nou president Jules Grévy, es presentà com a candidat a la presidència de la Cambra, guanyant aquest lloc per 314 vots sobre 405 votants (5 de gener de 1879).

## Torna la Cambra
La tornada de les Cambres a París i, més tard, la Llei del 21 de juny concedint una ampla amnistia a tots els condemnats per delictes relacionats amb la Commune, foren, quasi per sencer, obra de Gambetta, i amb això es va atreure tota la democràcia. Fou aclamat a Belleville, i el 14 de juliol va rebre la felicitació entusiasta de l'exèrcit; però els seus enemics redoblaven els seus esforços contra ell, i el 21 de febrer de 1882 hagué de baixar de l'escó presidencial per a refusar els atacs que se li dirigien. Aquests tenien principalment per base el projecte de llei pel restabliment de l'escrutini de llista, en el qual la premsa anti-gambettista veia un pròdrom de la dictadura del president de la Cambra i l'adveniment d'una nova guerra; però no tingueren eficàcia positiva, encara que, el Senat continuà la campanya contra aquest escrutini, fins a l'1 de juliol en què acabà la legislatura i la presidència de Gambetta. El període electoral per a la propera legislatura s'assenyalà per dos discursos, el primer a Tours, segon a Menilmontant. A Tours, Gambetta es declarà partidari d'una revisió limitada de la Constitució. A Menilmontant exposà en grans línies el seu programa polític, a saber; la reforma judicial per la supressió successiva dels tribunals del districte; la descentralització administrativa; la supressió del voluntariat per un any, la reducció del servei militar; l'establiment de l'impost sobre la renda, el manteniment del Concordat, encara que respectant estrictament les seves clàusules; la supressió dels béns de mans mortes (desamortització) i, a l'exterior, la política d'independència i rectitud. Les eleccions parcials preparatòries que seguiren després, donaren resultats tan favorables per a l'expresident de la Cambra, que ja foren un avanç del seu proper triomf electoral. En efecte Gambetta fou elegit (21 d'agost de 1881) per la primera circumscripció de Belleville. El total de les eleccions va donar 457 diputats republicans contra 90 legitimistes i 45 bonapartistes. La Cambra es reuní el 28 d'octubre i nomenà Gambetta president provisional. Finalment després de, les sessions del 6 al 9 de novembre, en les que es discutiren les interpel·lacions sobre els assumptes de Tunísia i en les que Gambetta ratificà la política nacional en aquell particular, Jules Ferry dimití amb tot el Gabinet i el president de la República encarregà a Gambetta la formació del nou Ministeri i, en efecte, restà constituïda el 14 de novembre l'anomenat grand ministére, el qual assolí una mitjana acceptació de l'opinió pública, la qual esperava (en virtut de les enquestes fetes) un Gabinet en el que hi formessin part tots els presidents i antics presidents del Consell. Els seus adversaris anunciaren que preparava un cop d'Estat, posat en vigor pel nou president del Consell, augmentaren la campanya d'oposició, proclamant que la llibertat quedava confiscada i que <els autoritaris projectaven fer retrocedir el país als dies més nefastos de l'Imperi>. Ja abans havia intentat estrenyi les relacions de França amb Rússia i establir una aliança amb Anglaterra, amb la fi de fer front a Alemanya; però Anglaterra havia refusat la proposició d'una acció comú anglo-francesa a Egipte, feta per Gambetta. Per altra banda, estant la Cambra en oposició al sistema d'escrutini presentat pel president, la coalició dels seus adversaris nomenà una comissió de 33 membres que reclamà per al Congrés el dret de revisar tota la Constitució i protestà contra la proposició de l'escrutini, donat amb això un cop mortal al Govern, el qual fou completament derrotat el 26 de gener en una votació en que totes les dretes, sense excepció, s'uniren a l'extrema esquerra i a l'esquerra radical. Una hora més tard Gambetta presentava la seva dimissió al president de la República i el 30 del mateix mes Freycinet formava nou Govern.

## L'oposició
Fora del poder, s'encarregà de bell nou de la direcció del diari La République Française acabà la redacció de diversos projectes preparats durant el seu ministeri i els deposità en la Mesa de la Cambra. Anomenat president de la comissió encarregada de revisar la llei de reclutament de l'exèrcit, dedicà a aquesta labor totes les seves energies: fou l'última tasca que l'absorbí per sencer. La política del nou Gabinet en els afers d'Egipte el feu tornar a la feina parlamentària. Protestà enèrgicament contra la conducta d'Anglaterra que espiava els descuits de França per treure partit d'aquests, i al calor de l'emoció produïda per les paraules de Gambetta, Freycinet, ministre de Negocis estrangers, demanà (15 de juliol) crèdits per l'armament de l'esquadra, prenent llavors Gambetta la paraula de suport d'aquesta demanda i 

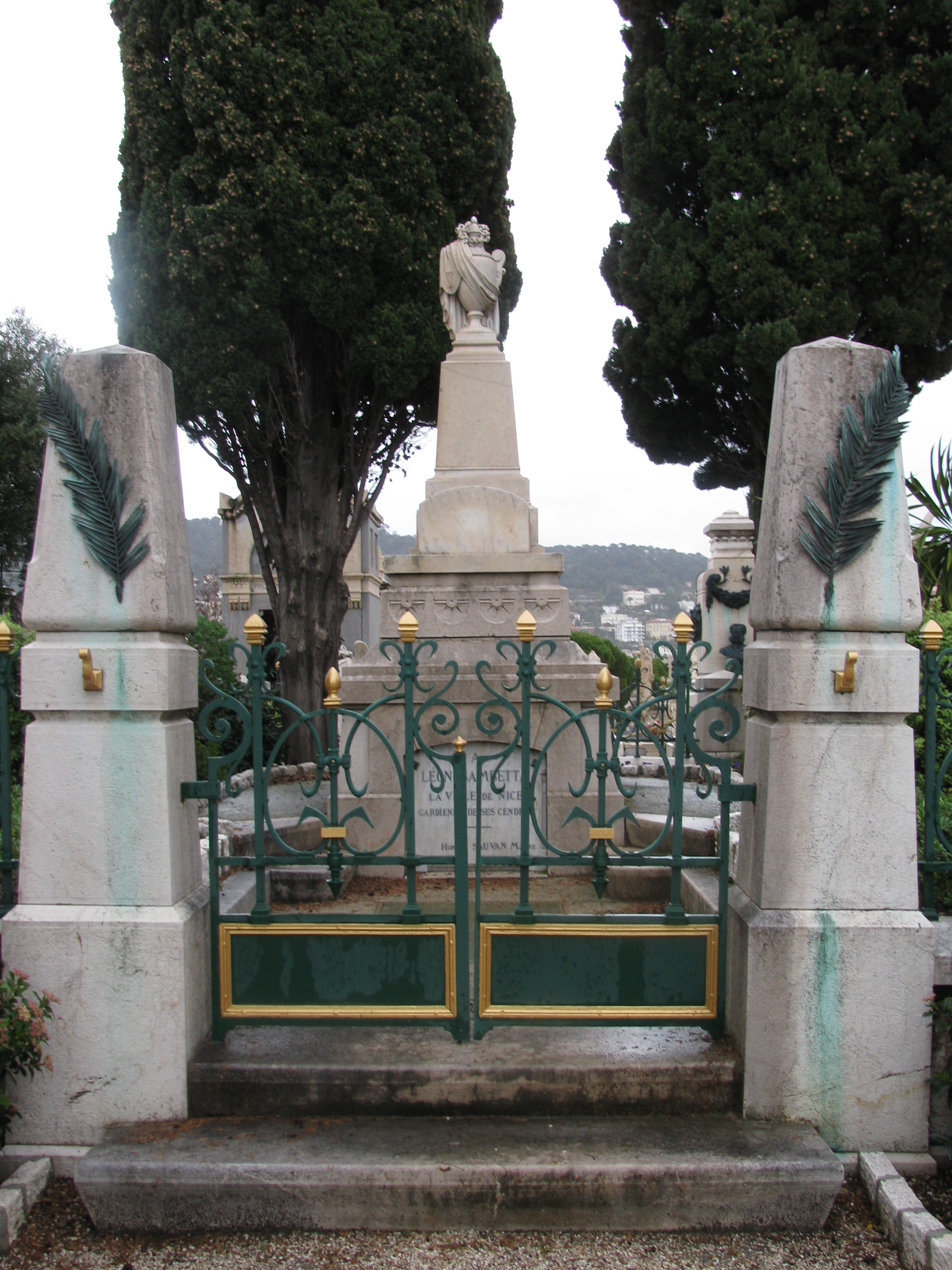
Tomba de Leó Gambetta a Niça

 explicant al servei de quina política era necessària emprar el diner, a saber: la política de l'aliança anglesa, no la del pretès concert europeu. El 18 de juliol pronuncià al seu últim discurs. Havent estat substituït el Gabinet Freycinet pel del 7 d'agost, Gambetta donà suport decididament a Duclerc i als seus col·laboradors. Els incidents revolucionaris de Monceau i Lió posaren en relleu la necessitat (tantes vegades demostrada per ell) d'un Govern fort. La fàcil victòria d'Anglaterra a Egipte provà així mateix, que Gambetta havia tingut una clara visió de l'avenir. Tot feia creure que el país l'honoraria de nou amb la seva confiança, i quan aquesta creença semblava anar arrelant i aquell home públic es veia més pròxim a dirigir els negocis d'Estat, es produí una ferida en l'avantbraç amb un revòlver, i malgrat que l'accident en si no era greu, li comportà la mort per l'estat general del ferit.

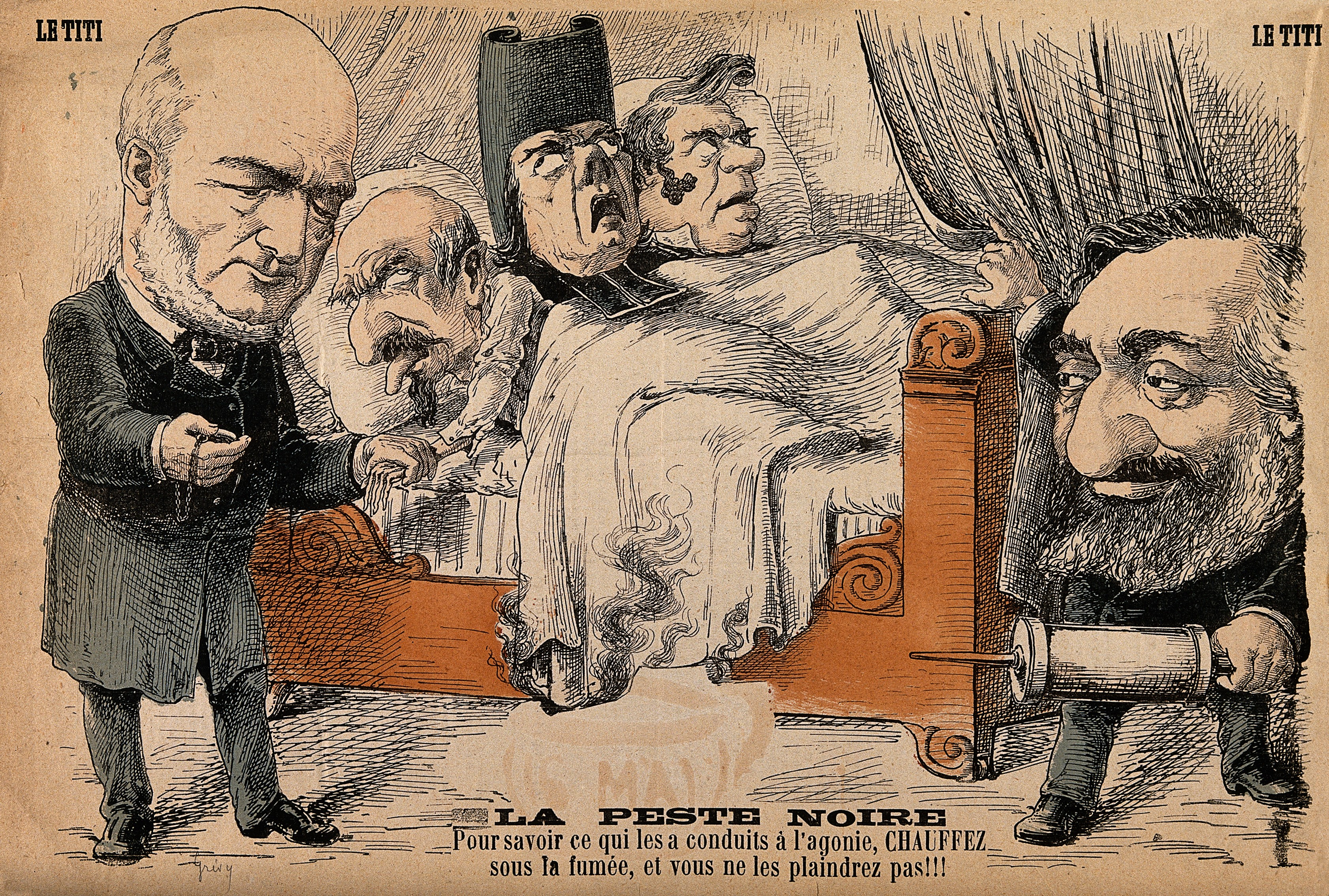
16 Maig 1877 Crisis (Titi Political Cartoon)

## Anàlisi política
Gambeta fou un ardent patriota, un brillant orador i un polític hàbil i enèrgic, però intemperant, superb i ambiciós. En la seva política interior fou fill legítim de la revolució, precursor dels Combes i  Waldeck-Rousseau i de la política anti-congregacionista, que no parà fins a la ruptura oficial amb l'Església. Gambeta treballà fins a quasi l'últim dia de la seva vida, informant-se del curs dels grans interessos del país, dant consells i preocupant-se dels por menors més insignificants de la política.
El govern de la República decretà honres fúnebres nacionals a l'organitzador de la defensa de França, prenent part en elles tot el poble francès. El 1881 fou víctima d'un atemptat, del qual en sortí ferit.
Els seus Discours et plaidoyers polítiques es publicaren a París (1881-86) i els seus Dépéches, circulaires, decrets, proclamations, etc. (1886-91).